# Tomomingi
Tomomingi là một chi nhện trong họ Salticidae.